# Stekelpootroofvlieg
De stekelpootroofvlieg (Machimus arthriticus) is een vliegensoort uit de familie van de roofvliegen (Asilidae). De wetenschappelijke naam van de soort is voor het eerst geldig gepubliceerd in 1840 door Zeller.